# Anastiloza
Anastiloza (iz stare grščine: αναστήλωσις, -εως; ανα, ana = "spet" in στηλόω = "postaviti (stelo ali zgradbo)") je arheološki izraz za način obnove, s katerim uničeno zgradbo ali spomenik obnovimo z uporabo izvirnih arhitekturnih elementov. Prav tako se včasih uporablja za sklicevanje na podobne tehnike za obnavljanje razbite lončenine in drugih manjših predmetov.

## Metodologija
Namen anastiloze je obnoviti zgodovinske arhitekturne spomenike, ki so postali ruševine, s čim več izvirnih vrst materiala, ki so ostali po tisočih letih zlorabe. Čim več sestavin poskušajo dati v prvotni položaj. Za stoječe zgradbe, ki jim grozi propad, pripravijo risbe in meritve, demontažo posameznih delov in jih nato skrbno ponovno sestavljajo z dodajanjem novih vrst materiala, kot se zahteva za celovito strukturo. Včasih lahko to vključuje tudi nove temelje. Če manjkajo deli, se lahko nadomestijo s sodobnimi vrstami  materiala (restavriranje), kot so sadra, cement in sintetična smola.
Mednarodna listina iz Benetk 1964 (Venice Charter) določa podrobna merila za anastilozo. Prvič, prvotno stanje strukture mora biti znanstveno potrjeno. Drugič, pravilno nameščanje vsake odkrite komponente mora biti določeno. Tretjič, dodatni sestavni deli morajo biti omejeni na dele, potrebne za stabilnost (to je, nadomestni deli ne smejo nikoli ležati na vrhu), in morajo biti prepoznavni kot nadomestni material. Novogradnja zaradi izpolnjevanja očitne pomanjkljivosti ni dovoljena.

## Kritika
Anastiloza ima med znanstveniki nasprotnike. V bistvu metoda povzroča nekaj težav:
- Ne glede na to, kako stroge so pripravljalne študije, bodo morebitne napačne razlage privedle do napak, ki so pogosto nezaznavne ali nepopravljive pri obnovi.
- Poškodbe izvirnih sestavnih delov so neizogibne.
- Deli bi lahko bili ponovno uporabljeni za različne stavbe in spomenike iz različnih obdobij. Uporaba pri eni obnovi preprečuje njeno uporabo pri drugih.

## Primeri

### Grčija
Enostavna anastiloza je bila narejena leta 1836 na Akropoli v Atenah, kjer je bil tempelj Atene Nike ponovno postavljen iz preostalih delov. Od leta 1902 je grški arhitekt Nikolas Balanos uporabljal anastilozo za obnovo propadlega dela Partenona, obnovil Erehtejon in ponovno tempelj Nike, že drugič. Kovinske spojke in vtiči, ki so bili uporabljeni prej in jih je načela rja, so povzročili veliko škodo na prvotni strukturi. Bili so odstranjeni in zamenjani z objemkami iz plemenitih kovin. Ko je bil tempelj še enkrat obnovljen, so bili dodani na novo ugotovljeni izvirni deli. Trenutno se anastiloza uporablja za obnovo Partenona.

### Indonezija
V začetku 20. stoletja so nizozemski arheologi izvedli anastilozo stupe na budističnem tempeljskem kompleksu Borobudur na Javi v Indoneziji (med 1907 in 1911). Hindujski tempeljski kompleks Prambanan je bil izkopan in delno obnovljen v letih med 1911 in 1953.

### Kambodža
École française d'Extreme-Orient (EFEO) je začel obnovitvena dela na Angkor Vat leta 1908. Med letoma 1986 in 1992 je Archaeological Survey of India (ASI) izvedla obnovitvena dela na templju. Bayon je obnavljal EFCO s skupino japonske vlade za varovanje Angkorja (JSA). Ta Prohm ponovno restavrira Archaeological Survey of India.

### Drugi
- Hadrijanov odeon v Troji, Turčija
- Trajanov tempelj Pergamon, Turčija
- Heraklejev tempelj v Agrigentu, Italija
- Debodov tempelj v Madridu, Španija
- Rimsko gledališče v Kartageni, Španija
- Al-Khazneh, Petra, Jordanija[1]
- Mỹ Sơn, Vietnam
- Džoserjev pogrebni kompleks, Egipt, Jean-Philippe Lauer (1926–2001)
- Rdeča kapela, Karnak v Karnaku, Egipt
- Palača na Knososu arheologa Arthurja Johna Evansa
- Južna palača Vat Phu, Laos
- Stari most, Mostar, Bosna in Hercegovina
- Bude iz Bamijana v Afganistanu, ki so jih uničili talibani leta 2001, se obnavljajo po anastilozi. Arheologi so ocenili, da je 50 odstotkov materiala kipov uporabnega.